# طناک سفلی
طناک سفلی یک روستا در ایران است که در دهستان مود شهرستان سربیشه واقع شده‌است. طناک سفلی ۱۹۹ نفر جمعیت دارد.